# Aso (wulkan)
Góra Aso (jap. 阿蘇山 Aso-san) – największy aktywny masyw wulkaniczny w Japonii i jeden z największych na świecie. Znajduje się na wyspie Kiusiu (Kyūshū), w prefekturze Kumamoto. Ma wysokość 1 592 m n.p.m. Obwód kaldery wynosi około 128 km, choć dokładna wartość różni się w zależności od źródła.

## Opis
Centralna grupa stożków Aso składa się z pięciu szczytów: Neko (根子岳, Neko-dake, 1 433 m n.p.m.), Taka (高岳, Taka-dake, 1 592), Naka (中岳, Naka-dake, 1 506), Eboshi (烏帽子岳, Eboshi-dake, 1 337) i Kishima (杵島岳, Kishima-dake, 1 326). Najwyższym punktem jest szczyt góry Taka. Krater góry Naka, do którego od strony zachodniej prowadzi droga, zawiera aktywny wulkan, który stale wydziela dym i niekiedy wybucha. Jest to jeden z najpopularniejszych punktów turystycznych Kiusiu.
Obecna kaldera Aso uformowała się w wyniku czterech wielkich erupcji (Aso 1-4), które nastąpiły w okresie między 300 tys. a 90 tys. lat temu. Kaldera, jedna z największych na świecie, obejmuje kilka miejscowości. Somma zamykająca kalderę rozciąga się na 25 km w osi północ-południe i 18 km w osi wschód-zachód. 
Wybuch, który stworzył obecną sommę, miał miejsce około 300 tys. lat temu. Podczas erupcji z komory wulkanu były wyrzucane wielkie ilości popiołu i potoków piroklastycznych. Gdy komora wulkanu zapadła się, powstała ogromna depresja (kaldera). Czwarta erupcja, około 90 tys. lat temu (Aso 4), była największa. Popiół wulkaniczny pokrył cały region Kiusiu i sięgał do prefektury Yamaguchi. Materiał wyrzucony przy tym wybuchu szacuje się na ponad 600 km³, co w przybliżeniu odpowiada wielkości góry Fudżi. Przypuszcza się, że lawina piroklastyczna pokryła połowę Kiusiu.
Góry: Taka, Naka, Eboshi i Kishima, to stożki uformowane w wyniku czwartej z wyżej wymienionych erupcji. Góra Naka pozostaje aktywna do dzisiaj. Uznaje się, że góra Neko jest starsza niż erupcja Aso 4.
Ostatnia erupcja wystąpiła 20 października 2021.

## Galeria

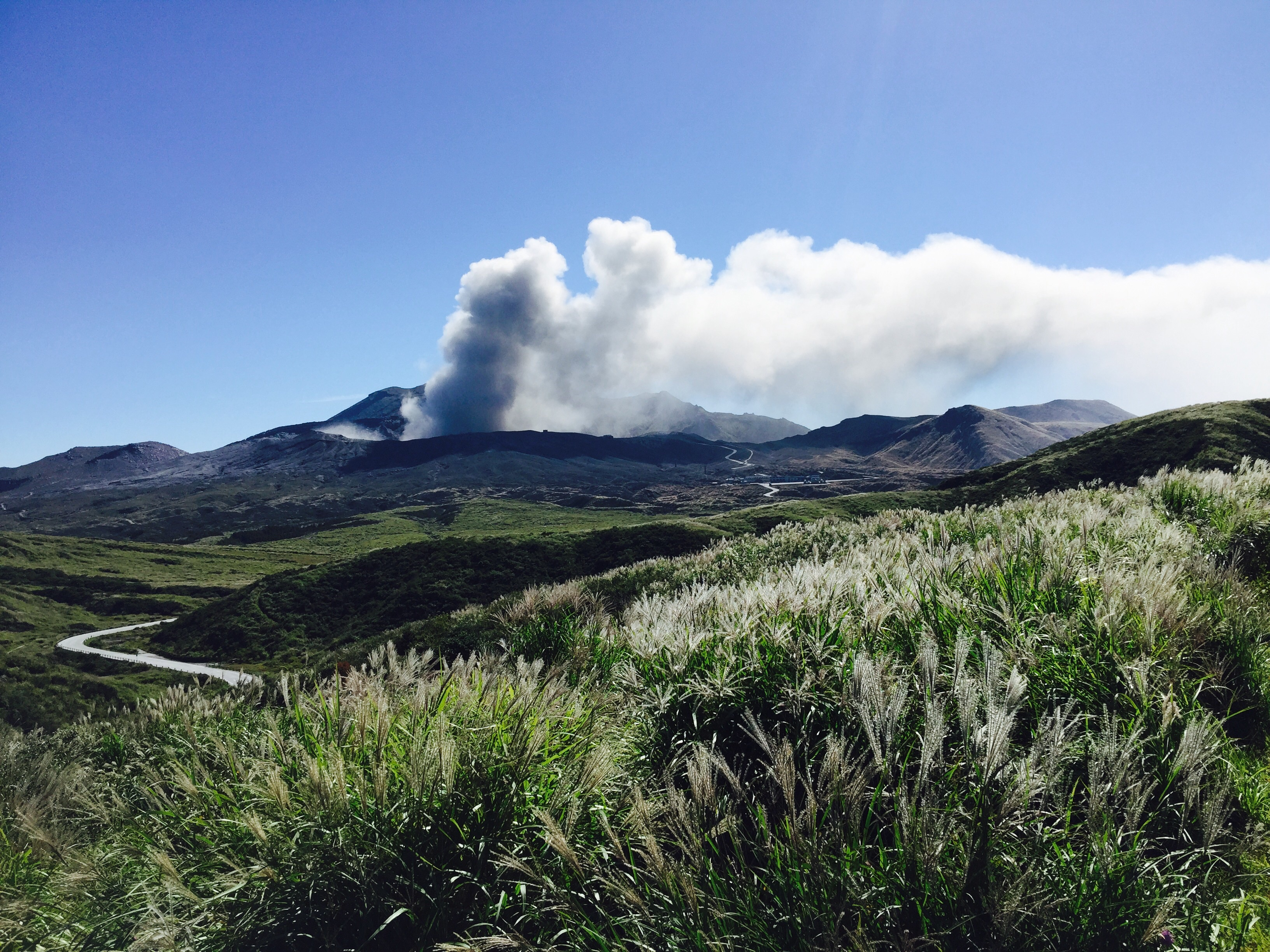
Aso Naka-dake (2015)
Masyw Aso i południowa dolina kaldery widziane z przełęczy Takamori
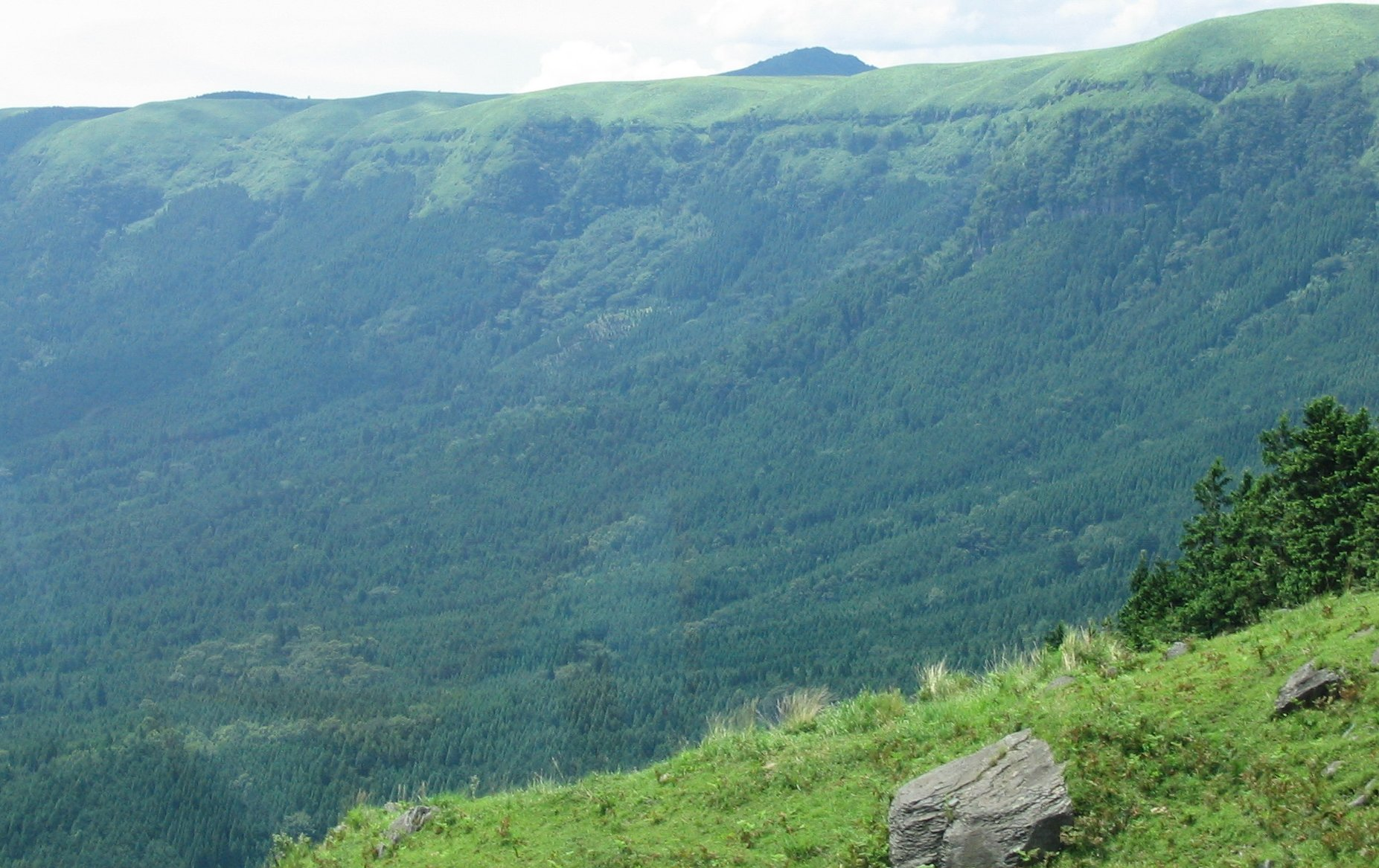
Krawędź kaldery Aso